# Rheden (Baixa Saxônia)
Rheden é um município da Alemanha localizado no distrito de Hildesheim, estado da Baixa Saxônia.
Pertence ao Samtgemeinde de Gronau.